# آخرین پسر
آخرین پسر (به انگلیسی: The Last Son) یک فیلم اکشن و درام آمریکایی محصول سال ۲۰۲۱ به کارگردانی تیم ساتون با بازی سم ورثینگتون، مشین گان کلی و توماس جین است. این فیلم در ۶ سپتامبر ۲۰۲۱ در جشنواره فیلم آمریکایی دوویل به نمایش درآمد و به‌طور رسمی در ۱۰ دسامبر ۲۰۲۱ اکران شد.

## داستان
در مورد قانون‌شکنی به نام آیزاک لمی (با بازی ورثینگتون) است که متوجه می‌شود توسط یک پیشگو نفرین شده و به زودی توسط یکی از فرزندانش کشته خواهد شد. حال او برای جلوگیری از این امر به دنبال فرزندان خود از جمله کال که مدت‌هاست او را ندیده، می‌رود. اما در حالی که یک شکارچی جایزه بگیر و کلانتر سولومون نیز در تعقیب او هستند، آیزاک باید هر چه سریعتر راهی برای متوقف کردن فرزندانش و پایان دادن به نفرین پیدا کند و…

## تولید
فیلم به‌طور کامل در محل در مونتانا فیلمبرداری شد.

## پاسخ انتقادی
در راتن تومیتوز بر اساس ۱۱ بررسی، با میانگین امتیاز ۴٫۷ از ۱۰، دارای ۹ درصد تاییدیه است.